# Conseil d'État (Sénégal)
Pour les autres articles nationaux ou selon les autres juridictions, voir Conseil d'État.
Le Conseil d'État était une institution publique du système judiciaire sénégalais, présentant des similitudes avec le Conseil d'État français en raison du mimétisme constitutionnel.
En raison de la dualité juridictionnelle, il était à la fois le conseiller privilégié du Gouvernement relativement aux projets de loi, projets de décrets et propositions de loi, mais aussi une juridiction qui avait à connaître les recours des administrés contre l'administration.
Son dernier Président était Mohamed Sonko.
En août 2008 elle fusionne avec la Cour de cassation pour former à nouveau la Cour suprême, supprimée en 1992.

## Histoire
L'organisation du Conseil d'État, ses compétences et ses règles de procédure étaient fixées par la loi n° 96-30 du 21 octobre 1996 abrogeant et remplaçant la loi n° 92-24 du 30 mai 1992, promulguée au moment de la suppression de la Cour Suprême, alors scindée en trois juridictions spécialisées.

## Organisation
Les formations juridictionnelles du Conseil d'État étaient d'une part les Sections – au nombre de deux – et d'autre part les Sections réunies.
La Première Section était appelée à statuer sur les litiges concernant les inscriptions sur les listes électorales, la légalité des actes des collectivités locales et les recours en annulation pour excès de pouvoir.
La Deuxième Section jouait le même rôle que la Cour des comptes française, dont elle avait récemment repris l'appellation.
Les Sections réunies comprenaient les Présidents de Section, les Conseillers d'État et les Conseillers référendaires et sont présidées par le Président du Conseil d'État.
Les deux Sections siégeaient à trois magistrats au moins.

## Compétences
Le Conseil d’État réunissait deux types de compétences :

### Attributions consultatives
Conseiller du Gouvernement, il était consulté sur les projets de loi, projets de décrets et propositions de loi et donnait un avis ,un avis motivé sur la légalité de ces textes, sans porter d’appréciation sur les objectifs poursuivis. Son avis était également requis en cas de difficultés apparues en matière administrative et dans tous les cas prévus par des dispositions législatives ou réglementaires.

### Attributions juridictionnelles
La Première Section était compétente en matière de contentieux relatifs aux inscriptions sur les listes électorales, de contrôle de la légalité des actes des collectivités locales et de recours en cassation dirigés contre les décisions rendues en dernier ressort par les Cours d'Appel et les tribunaux en matière administrative, sauf ceux qui relevaient expressément de la Cour de cassation.
La Deuxième Section – ou Cour des comptes – veillait à la régularité des comptes publics et de ceux des entreprises et organismes du secteur parapublic. Les compétences des Sections réunies concernaient les recours en cassation contre les décisions de la Cour de discipline budgétaire et des organismes administratifs à caractère juridictionnel, les demandes en rabat d'arrêt, les requêtes en rectification d'erreur matérielle, ainsi que certains recours en cassation.